# Jatupol Yodanyamaneewong
Jatupol Yodanyamaneewong (15 de agosto de 1978) es un deportista tailandés que compitió en taekwondo. Ganó una medalla de plata en los Juegos Asiáticos de 1998 en la categoría de –58 kg.

## Palmarés internacional
| Juegos Asiáticos | Juegos Asiáticos    | Juegos Asiáticos | Juegos Asiáticos |
| Año              | Lugar               | Medalla          | Categoría        |
| ---------------- | ------------------- | ---------------- | ---------------- |
| 1998             | Bangkok (Tailandia) | Medalla de plata | –58 kg           |